# Classe Chastang
La classe Chastang est une classe de quatre contre-torpilleurs de la marine nationale française construite pendant la Première Guerre mondiale.
Les quatre navires sont cédés à la France au titre des dommages de guerre. Ils appartiennent à la classe S 131 des destroyers de la Kaiserliche Marine achevés à la fin de la guerre. Entrés en service au début de l'année 1918, ils sont identiques et presque neufs.
Ils portent les noms de marins disparus pendant la guerre :
- Chastang : en hommage au médecin de 3e classe Félix Marie Théodore Chastang, disparu à Dixmude.
- Vesco : en hommage au capitaine de frégate Marie Henri Vesco, disparu sur le Provence II.
- Mazaré : en hommage au capitaine de corvette Pierre Auguste Georges Mazaré, disparu sur l’Étendard.
- Deligny : en hommage au Commissaire Principal Marie Léon Gabriel Deligny, disparu sur le Léon Gambetta.

## Unités
| Nom                  | Chantier                | Lancement          | Service effectif | Transfert                             | Fin de service         |
| -------------------- | ----------------------- | ------------------ | ---------------- | ------------------------------------- | ---------------------- |
| Chastang ex-SMS S133 | Schichau-Werke à Elbląg | 1er septembre 1917 | février 1918     | transfert à la France en juillet 1920 | démoli en août 1933    |
| Vesco ex-SMS S134    | Schichau-Werke à Elbląg | 25 août 1917       | janvier 1918     | transfert à la France en juin 1920    | démoli en juillet 1935 |
| Mazaré ex-SMS S135   | Schichau-Werke à Elbląg | 27 octobre 1917    | mars 1918        | transfert à la France en juillet 1920 | démoli en juillet 1935 |
| Deligny ex-SMS S139  | Schichau-Werke à Elbląg | 24 novembre 1917   | avril 1918       | transfert à la France en juillet 1920 | démoli en août 1933    |